# Richmond (Maine)
Richmond ist eine Town im Sagadahoc County des Bundesstaates Maine in den Vereinigten Staaten. Im Jahr 2020 lebten dort 3522 Einwohner in 1696 Haushalten auf einer Fläche von 81,74 km².

## Geographie
Nach dem United States Census Bureau hat Richmond eine Gesamtfläche von 81,74 km², von der 78,76 km² Land sind und 2,98 km² aus Gewässern bestehen.

### Geographische Lage
Richmond liegt im Nordosten des Sagadahoc Countys und grenzt an das Kennebec County im Norden und Westen und das Lincoln County im Osten. Der Kennebec River bildet die östliche Grenze des Gebietes und der Cobbosseecontee Stream die westliche Grenze. Zentral gelegen ist der einzige See auf dem Gebiet, der Umberhind Marsh. Die Oberfläche des Gebietes ist eben, ohne nennenswerte Erhebungen.

### Nachbargemeinden
Alle Entfernungen sind als Luftlinien zwischen den offiziellen Koordinaten der Orte aus der Volkszählung 2010 angegeben.
- Norden: Gardiner, Kennebec County, 5,0 km
- Nordosten: Pittston, Kennebec County, 14,2 km
- Osten: Dresden, Lincoln County, 10,4 km
- Südosten: Perkins, Unorganized Territory, 6,5 km
- Süden: Bowdoinham, 9,7 km
- Südwesten: Bowdoin, 12,9 km
- Westen: Litchfield, Kennebec County, 11,9 km
- Nordwesten: West Gardiner, Kennebec County, 12,5 km

### Stadtgliederung
In Richmond gibt es mehrere Siedlungsgebiete: Dresden Camp Ground, Iceboro, Richmond und Richmond Corner.

### Klima
Die mittlere Durchschnittstemperatur in Richmond liegt zwischen −7,8 °C (18 °F) im Januar und 20,6 °C (69 °F) im Juli. Damit ist der Ort gegenüber dem langjährigen Mittel der USA um etwa 9 Grad kühler. Die Schneefälle zwischen Oktober und Mai liegen mit bis zu zweieinhalb Metern mehr als doppelt so hoch wie die mittlere Schneehöhe in den USA; die tägliche Sonnenscheindauer liegt am unteren Rand des Wertespektrums der USA.

## Geschichte
Im Jahr 1649 kaufte Christopher Lawson den Abenaki das Land ab, welches heute Gardiner und Richmond bildet. Das Fort Richmont, benannt nach Ludovic Stewart, 2. Duke of Lennox, Earl of Richmond wurde im Jahr 1719 am Kennebec River erbaut. Heute ist die Gegend als Richmond Village bekannt. Zum Fort gehörten ein Blockhaus, ein Handelsposten, eine Kapelle und Quartiere für Soldaten und Offiziere. Geschützt wurde das Fort durch eine Palisade.
Bei einer dreistündigen Belagerung durch Krieger aus Norridgewock wurden Häuser der Ansiedlung niedergebrannt und Vieh getötet, doch das Fort wurde nicht eingenommen. Andere Siedlungen am Kennebec, wie auch das nahe Brunswick, wurden bei diesem Angriff zerstört. Im folgenden Jahr wurde das Fort erweitert und 1724 aufgegeben. Die Besatzung zog aus, um Norridgewock zu plündern. Wieder aufgebaut wurde das Fort im Jahr 1740, erneut angegriffen 1750 und 1755 geräumt, als die Forts Shirley, Western und Halifax flussaufwärts gebaut wurden.
Zunächst gehörte das Gebiet, welches ab dem Jahr 1725 besiedelt wurde, zu Bowdoinham. John Plummer, ein Veteran des Unabhängigkeitskrieges, bekam 1790 einen Land-grant für das Gebiet an der Plummer Road und sein Sohn errichtete 1810 ein Haus, welches erhalten geblieben ist. Durch das Embargo von Präsident Thomas Jefferson im Jahr 1807 wurde die Wirtschaft geschädigt, Kaufleute gingen bankrott und eine Rezession entstand. Die Town Richmond wurde am 10. Februar 1823 organisiert und nach dem alten Fort benannt. Neben Farmen und Handel boomte Mitte des 19. Jahrhunderts der Schiffbau in Richmond. Aus der Zeit stammen viele erhaltene Gebäude im Greek-Revival-Stil.

### Einwohnerentwicklung
| Volkszählungsergebnisse – Town of Richmond, Maine | Volkszählungsergebnisse – Town of Richmond, Maine | Volkszählungsergebnisse – Town of Richmond, Maine | Volkszählungsergebnisse – Town of Richmond, Maine | Volkszählungsergebnisse – Town of Richmond, Maine | Volkszählungsergebnisse – Town of Richmond, Maine | Volkszählungsergebnisse – Town of Richmond, Maine | Volkszählungsergebnisse – Town of Richmond, Maine | Volkszählungsergebnisse – Town of Richmond, Maine | Volkszählungsergebnisse – Town of Richmond, Maine | Volkszählungsergebnisse – Town of Richmond, Maine |
| Jahr                                              | 1800                                              | 1810                                              | 1820                                              | 1830                                              | 1840                                              | 1850                                              | 1860                                              | 1870                                              | 1880                                              | 1890                                              |
| ------------------------------------------------- | ------------------------------------------------- | ------------------------------------------------- | ------------------------------------------------- | ------------------------------------------------- | ------------------------------------------------- | ------------------------------------------------- | ------------------------------------------------- | ------------------------------------------------- | ------------------------------------------------- | ------------------------------------------------- |
| Einwohner                                         |                                                   |                                                   |                                                   | 1308                                              | 1604                                              | 2056                                              | 2739                                              | 2442                                              | 2658                                              | 3082                                              |
| Jahr                                              | 1900                                              | 1910                                              | 1920                                              | 1930                                              | 1940                                              | 1950                                              | 1960                                              | 1970                                              | 1980                                              | 1990                                              |
| Einwohner                                         | 2049                                              | 1858                                              | 1724                                              | 1964                                              | 2063                                              | 2217                                              | 2185                                              | 2168                                              | 2627                                              | 3072                                              |
| Jahr                                              | 2000                                              | 2010                                              | 2020                                              | 2030                                              | 2040                                              | 2050                                              | 2060                                              | 2070                                              | 2080                                              | 2090                                              |
| Einwohner                                         | 3298                                              | 3411                                              | 3522                                              |                                                   |                                                   |                                                   |                                                   |                                                   |                                                   |                                                   |

## Kultur und Sehenswürdigkeiten

### Bauwerke
In Richmond wurden zwei Bauwerke und ein Distrikt unter Denkmalschutz gestellt und ins National Register of Historic Places aufgenommen.
- Peacock Tavern, 1986 unter der Register-Nr. 86000675.[9]
- Richmond Historic District, 1973 unter der Register-Nr. 73000146.[10]
- Southard Block, 1972 unter der Register-Nr. 72000079.[11]

## Wirtschaft und Infrastruktur

### Verkehr
Durch Richmond verläuft in nordsüdlicher Richtung die Interstate 295 sowie parallel zur Interstate der U.S. Highway 201 im Westen der Town und die Maine State Route 24 im Osten. In westöstlicher Richtung verläuft die Maine State Route 197 durch den Süden.

### Öffentliche Einrichtungen
In Richmond gibt es keine medizinischen Einrichtungen oder Krankenhäuser. Nächstgelegene Einrichtungen für die Bewohner von Richmond befinden sich in Gardiner, Bath und Augusta.
In Richmond befindet sich die Isaac F. Umberhine Public Library.

### Bildung
Richmond gehört zusammen mit Dresden, Farmingdale, Hallowell und Monmouth zum RSU 2. Im Schulbezirk werden mehrere Schulen angeboten:
- Dresden Elementary School in Dresden, mit Schulklassen von Kindergarten bis zur 5. Klasse
- Hall-Dale Elementary School in Hallowell, mit Schulklassen von Pre-Kindergarten bis zur 5. Klasse
- Hall-Dale Middle & High School in Farmingdale, mit Schulklassen von 6. bis 12. Schuljahr
- Henry L Cottrell Elementary School in Monmouth, mit Schulklassen von Pre-Kindergarten bis zur 3. Klasse
- Monmouth Middle School in Monmouth, mit Schulklassen von 4. bis 8. Schuljahr
- Monmouth Academy in Monmouth, mit Schulklassen von 9. bis 12. Schuljahr
- Marcia Buker Elementary School in Richmond, mit Schulklassen von Pre-Kindergarten bis zur 5. Klasse
- Richmond Middle and High School in Richmond, mit Schulklassen von 6. bis 12. Schuljahr

## Persönlichkeiten

### Söhne und Töchter der Stadt
- De Alva S. Alexander (1846–1925), Politiker

### Persönlichkeiten, die vor Ort gewirkt haben
- Robert Browne Hall (1858–1907), Komponist, Dirigent und Kornettist